# Cryptothelea weyersi
Cryptothelea weyersi är en fjärilsart som beskrevs av Franciscus J.M. Heylaerts 1886. Cryptothelea weyersi ingår i släktet Cryptothelea och familjen säckspinnare. Inga underarter finns listade i Catalogue of Life.